# Oliver Kirk
Oliver Kirk (n. 20 aprilie 1884, Beatrice⁠(d), Nebraska, SUA – d. 14 martie 1960, Saint Louis, Missouri, SUA) a fost un boxer ce a reprezentat Statele Unite ale Americii, medaliat olimpic. A participat la o ediție a Jocurilor Olimpice (1904) în care a câștigat două medalii de aur.